# François Englert
François Englert (n. 6 noiembrie 1932, Etterbeek, Comunitatea Francofonă din Belgia⁠(d), Belgia) este un fizician teoretician belgian. Englert este profesor emerit la Universitatea liberă din Bruxelles (ULB - Université libre de Bruxelles) în serviciul de fizică teoretică. Principalele sale contribuții privesc fizica particulelor, teoria coardelor și cosmologia. În 2004 a primit premiul Wolf pentru fizică și în 2013 premiul Nobel pentru fizică, împreună cu cercetătorul britanic Peter Higgs, pentru „descoperirea teoretică a unui mecanism care contribuie la înțelegerea originii masei particulelor subatomice, care a fost recent confirmată prin descoperirea particulei fundamentale prezise, în experimentele ATLAS și CMS, la Large Hadron Collider de la CERN”.